# Sri-lankische Frauen-Cricket-Nationalmannschaft in Australien in der Saison 2019/20
Die Tour der sri-lankischen Frauen-Cricket-Nationalmannschaft nach Australien in der Saison 2019/20 fand vom 29. September bis zum 9. Oktober 2019 statt. Die internationale Cricket-Tour war Bestandteil der Internationalen Cricket-Saison 2019/20 und umfasste drei WODIs und drei WTwenty20s. Australien gewann die WODI- und WTwenty20-Serie jeweils 3–0.

## Vorgeschichte
Australien spielte zuvor eine Tour in den West Indies, für Sri Lanka war es die erste Tour der Saison. Das letzte Aufeinandertreffen der beiden Mannschaften bei einer Tour fand in der Saison 2016 in Sri Lanka statt.

## Stadion
Das folgende Stadion wurde für die Tour ausgewählt.
| Stadion            | Stadt    | Kapazität | Spiele       |
| ------------------ | -------- | --------- | ------------ |
| Allan Border Field | Brisbane | 2.500     | 1. – 3. WODI |
| North Sydney Oval  | Sydney   | 16.500    | 1. – 3. WT20 |

## Kaderlisten
Die Mannschaften benannten die folgenden Kader.
| WODI | WODI | WTwenty20 | WTwenty20 |
| Australien | Sri Lanka | Australien | Sri Lanka |
| --- | --- | --- | --- |
| - Meg Lanning (K) - Rachael Haynes (VK) - Nicola Carey - Ashleigh Gardner - Heather Graham - Alyssa Healy (wk) - Jess Jonassen - Delissa Kimmince - Beth Mooney - Ellyse Perry - Megan Schutt - Tayla Vlaeminck - Georgia Wareham | - Shashikala Siriwardene (K) - Chamari Athapaththu - Nilakshi de Silva - Ama Kanchana - Hansima Karunaratne - Achini Kulasuriya - Sugandika Kumari - Harshitha Madavi - Dilani Manodara - Yashoda Mendis - Inoshi Priyadharshani - Udeshika Prabodhani - Oshadi Ranasinghe - Inoka Ranaweera - Anushka Sanjeewani | - Meg Lanning (K) - Rachael Haynes (VK) - Erin Burns - Nicola Carey - Ashleigh Gardner - Heather Graham - Alyssa Healy (wk) - Jess Jonassen - Delissa Kimmince - Beth Mooney - Ellyse Perry - Megan Schutt - Tayla Vlaeminck - Georgia Wareham | - Chamari Athapaththu (K) - Nilakshi de Silva - Ama Kanchana - Hansima Karunaratne - Achini Kulasuriya - Sugandika Kumari - Harshitha Madavi - Dilani Manodara - Yashoda Mendis - Inoshi Priyadharshani - Udeshika Prabodhani - Oshadi Ranasinghe - Inoka Ranaweera - Anushka Sanjeewani - Shashikala Siriwardene |

## Tour Match
| 29. September | Hurstville | Sri Lanka 133-8 (20) / 9/0 (0.5)                | – | Cricket Australia XI 133-5 (20) / 8/1 (1) |
|               |            | Unentschieden (Sri Lanka gewinnt im Super Over) |   |                                           |

## Women’s Twenty20 Internationals

### Erstes WTwenty20 in Sydney
| 29. September Scorecard | Sydney (NSO) | Australien 217-4 (20)          | – | Sri Lanka 176-7 (20) |
|                         |              | Australien gewinnt mit 41 Runs |   |                      |

Australien gewann den Münzwurf und entschieden sich als Schlagmannschaft zu beginnen. Die australischen Eröffnungs-Batterinnen Alyssa Healy und Beth Mooney konnten eine erste Partnerschaft aufbauen. Healy schied nach 43 Runs aus und Mooney fand eine weitere Partnerschaft mit Ashleigh Gardner. Nach gemeinsamen 115 Runs verlor Mooney nach einem Century über 113 Runs aus 61 Bällen ihr Wicket. Gardner schied im letzten Over nach 49 Runs aus und Australien machte Sri Lanka eine Vorgabe von 218 Runs. Beste sri-lankische Bowlerin war Oshadi Ranasinghe mit 2 Wickets für 44 Runs. Für Sri Lanka konnte sich Eröffnungs-Batterin Chamari Athapaththu etablieren. An ihrer Seite erreichte Hansima Karunaratne 16 Runs, bevor sie selbst ihr Wicket nach einem Century über 113 Runs aus 66 Bällen verlor. Diese Leistung reichte jedoch nicht die Vorgabe einzuholen. Beste australische Bowlerin war Georgia Wareham mit 2 Wickets für 19 Runs. Als Spielerin des Spiels wurde Beth Mooney ausgezeichnet.

### Zweites WTwenty20 in Sydney
| 30. September Scorecard | Sydney (NSO) | Sri Lanka 84-8 (20)              | – | Australien 87-1 (9.4) |
|                         |              | Australien gewinnt mit 9 Wickets |   |                       |

Sri Lanka gewann den Münzwurf und entschieden sich als Schlagmannschaft zu beginnen. Eröffnungs-Batterin Chamari Athapaththu erreichte 16 Runs und die ihr nachfolgende Shashikala Siriwardene 19 Runs. Zum Abschluss des Innings konnte Ama Kanchana 16* Runs erzielen und so eine Vorgabe von 85 Runs ermöglichen. Beste australische Bowlerin war Ellyse Perry mit 2 Wickets für 21 Runs. Für Australien konnten die Eröffnungs-Batterinnen Beth Mooney und Alyssa Healy eine erste Partnerschaft aufbauen. Healy schied nach 21 Runs aus und wurde gefolgt durch Erin Burns. Mooney und Burns holten dann die Vorgabe im 10. Over ein. Monney erreichte dabei 28* Runs und Burns 30* Runs. Das Wicket wurde erzielt durch Udeshika Prabodhani. Als Spielerin des Spiels wurde Beth Mooney ausgezeichnet.

### Drittes WTwenty20 in Sydney
| 1. Oktober Scorecard | Sydney (NSO) | Australien 226-2 (20)           | – | Sri Lanka 95-7 (20) |
|                      |              | Australien gewinnt mit 132 Runs |   |                     |

Australien gewann den Münzwurf und entschieden sich als Schlagmannschaft zu beginnen. Das Innings begann damit, dass sich Alyssa Healy etablierte. An ihrer Seite erreichte Beth Mooney 14 Runs und Rachael Haynes 41 Runs. Healy beendete das Innings ungeschlagen mit einem Century über 148 Runs aus 61 Bällen, einem Rekord im WTwenty20-Cricket, und einer Vorgabe von 226 Runs. Beste sri-lankische Bowlerin war Chamari Athapaththu mit 2 Wickets für 27 Runs. Für Sri Lanka konnte Eröffnungs-Batterin Chamari Athapaththu zusammen mit der dritten Schlagfrau Harshitha Samarawickrama eine Partnerschaft aufbauen. Athapaththu schied nach 30 Runs aus und Samarawickrama nach 28 Runs. Die verbliebenen Batterinnen konnten die Vorgabe nicht mehr einholen. Beste Bowlerin für Australien war Nicola Carey mit 3 Wickets für 15 Runs. Als Spielerin des Spiels wurde Alyssa Healy ausgezeichnet.

## Women’s One-Day Internationals

### Erstes WODI in  Brisbane
| 5. Oktober Scorecard | Brisbane (ABF) | Australien 281-8 (50)           | – | Sri Lanka 124 (41.3) |
|                      |                | Australien gewinnt mit 157 Runs |   |                      |

Australien gewann den Münzwurf und entschieden sich als Schlagmannschaft zu beginnen. Eröffnungs-Batterin Rachel Haynes konnte eine erste Partnerschaft mit der dritten Schlagfrau Meg Lanning aufbauen, die über 126 Runs ging. Lanning schied nach einem Half-Century über 73 Runs aus und kurz darauf verlor auch Haynes ihr Wicket nach 56 Runs. Eine nächste Partnerschaft bildete sich zwischen Ellyse Perry und Beth Mooney, bei der Perry nach 19 Runs ausschied. Ihr folge Nicola Carey und Mooney verlor nach einem Fifty über 66 Runs ihr Wicket. Cary und die hineinkommende Georgia Wareham konnten jeweils 19 Runs zum Ergebnis hinzufügen und erhöhten so die Vorgabe auf 282 Runs. Beste Bowlerinnen für Sri Lanka waren Udeshika Prabodhani mit 2 Wickets für 46 Runs und Oshadi Ranasinghe mit 2 Wickets für 67 Runs. Für Sri Lanka bildeten Chamari Athapaththu und Harshitha Samarawickrama eine erste Partnerschaft. Samarawickrama verlor nach 22 Runs ihr Wicket und Athapaththu nach 22 Runs. Nachdem Hansima Karunaratne 17 Runs und Dilani Manodara 14 Runs erreicht hatten, folgte Kapitänin Shashikala Siriwardene, die 30 Runs erzielen konnte, was jedoch nicht ausreichte, um die Vorgabe einzuholen. Beste Bowlerinnen für Australien mit jeweils 2 Wickets waren Ashleigh Gardner für 9 Runs, Tayla Vlaeminck für 14 Runs und Jess Jonassen für 17 Runs. Als Spielerin des Spiels wurde Meg Lanning ausgezeichnet.

### Zweites WODI in Brisbane
| 7. Oktober Scorecard | Brisbane (ABF) | Australien 282-8 (50)           | – | Sri Lanka 172-9 (50) |
|                      |                | Australien gewinnt mit 110 Runs |   |                      |

Australien gewann den Münzwurf und entschieden sich als Schlagmannschaft zu beginnen. Eröffnungs-Batterinnen Alyssa Healy und Rachael Haynes erzielten eine Partnerschaft über 116 Runs. Nachdem Healy nach einem Fifty über 69 Runs ausgeschieden war, folgte ihr Kapitänin Meg Lanning, mit der Healy eine weitere Partnerschaft über 103 Runs erreichte. Lanning verlor nach 45 Runs ihr Wicket und Haynes schied nach einem Century über 118 Runs aus 132 Bällen aus. Von den verbliebenen Batterinnen konnte Beth Mooney mit 18 Runs die höchste Runzahl erreichen und so die Vorgabe auf 283 Runs erhöhen. Beste Bowlerin Sri Lankas war Achini Kulasuriya mit 3 Wickets für 50 Runs. Für Sri Lanka erzielte Chamari Athapaththu 14 Runs, bevor Anushka Sanjeewani und Harshitha Samarawickrama eine Partnerschaft bildeten. Sanjeewani verlor nach 36 Runs ihr Wicket und Samarawickrama nach 39 Runs. Daraufhin bildeten Shashikala Siriwardene und Nilakshi de Silva eine Partnerschaft, wobei Siriwardene nach 22 Runs ausschied und de Silva nach 25. Jedoch reichte dieses nicht um die Vorgabe einzuholen. Beste Bowlerin für Australien war Jess Jonassen mit 4 Wickets für 31 Runs. Als Spielerin des Spiels wurde Rachel Haynes ausgezeichnet.

### Drittes WODI in Brisbane
| 9. Oktober Scorecard | Brisbane (ABF) | Sri Lanka 195-8 (50)             | – | Australien 196-1 (26.5) |
|                      |                | Australien gewinnt mit 9 Wickets |   |                         |

Sri Lanka gewann den Münzwurf und entschieden sich als Schlagmannschaft zu beginnen. Eröffnungs-Batterin Chamari Athapaththu konnte sich etablieren und an ihrer Seite Harshitha Samarawickrama 24 Runs und Ama Kanchana, sowie Oshadi Ranasinghe, jeweils 17 Runs erzielen. Athapaththu verlor ihr Wicket nach einem Century über 103 Runs aus 124 Bällen und das Innings endete mit einer Vorgabe über 196 Runs. Beste Bowlerinnen für Australien waren Georgia Wareham mit 2 Wickets für 18 Runs und Megan Schutt mit 2 Wickets für 44 Runs. Für Australien bildeten Rachael Haynes und Alyssa Healy eine erste Partnerschaft. Haynes verlor nach einem Fifty über 63 Runs ihr Wicket und wurde durch Meg Lanning ersetzt. Zusammen mit Healy konnte diese dann die Vorgabe im 27. Over einholen. Healy erzielte dabei ein Century über 112 Runs aus 76 Bällen und Lanning 20 Runs. Das Wicket für Sri Lanka erzielte Chamari Athapaththu. Als Spielerin des Spiels wurde Alyssa Healy ausgezeichnet.

## Auszeichnungen

### Player of the Match
Als Player of the Match wurden die folgenden Spielerinnen ausgezeichnet.
| Spiel   | Player of the Match |
| ------- | ------------------- |
| 1. WODI | Meg Lanning         |
| 2. WODI | Rachel Haynes       |
| 3. WODI | Alyssa Healy        |
| 1. WT20 | Beth Mooney         |
| 2. WT20 | Beth Mooney         |
| 3. WT20 | Alyssa Healy        |